# Preški Vrh
Preški Vrh – wieś w Słowenii, w gminie Ravne na Koroškem. W 2018 roku liczyła 169 mieszkańców.